# Palacio de la Cultura Sônia Cabral

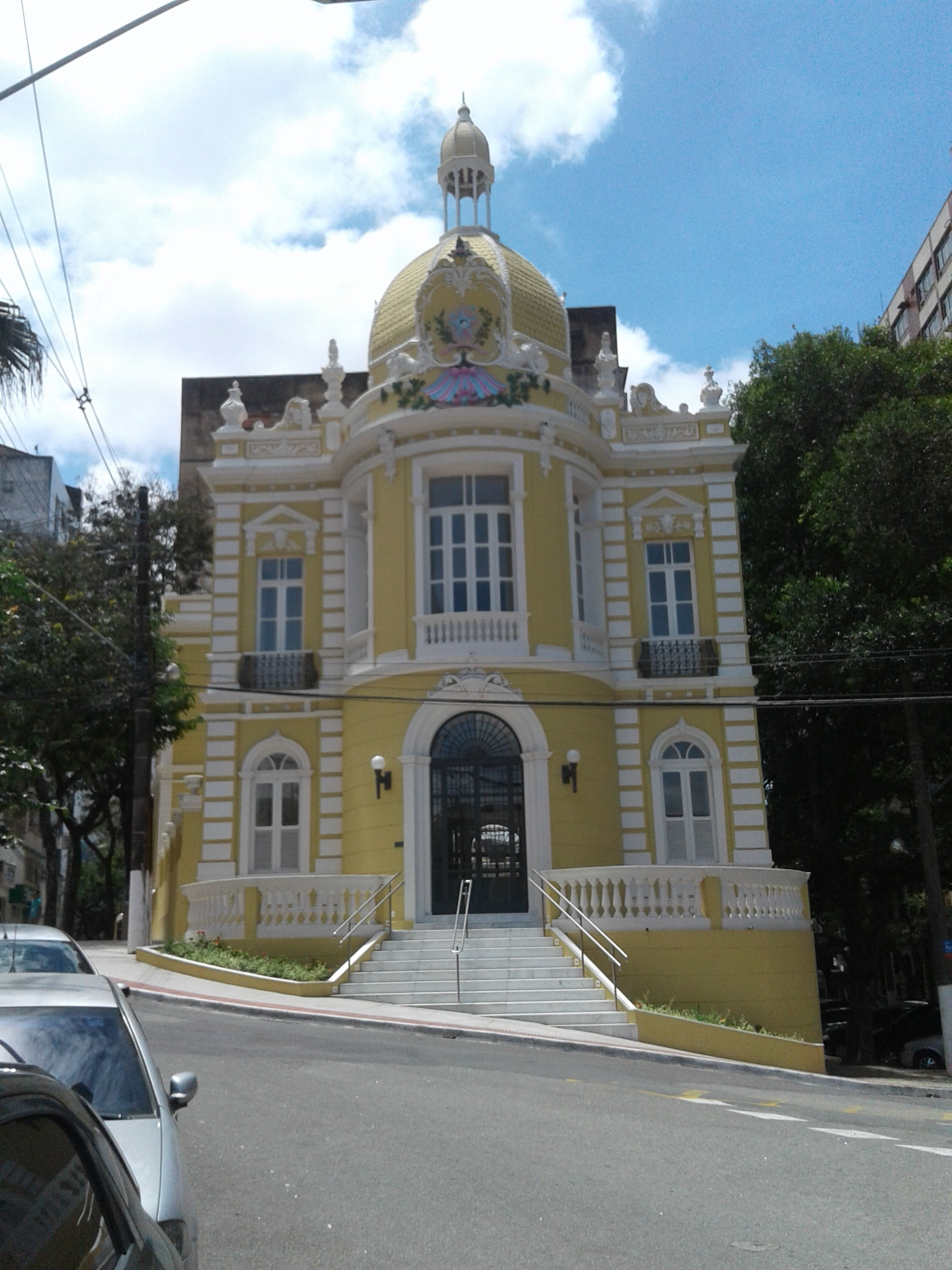
Fachada del Palacio de la Cultura Sônia Cabral en la ciudad de Vitória.

El Palacio de la Cultura Sônia Cabral es un espacio destinado a la cultura localizado en el centro histórico de la ciudad de Vitória, capital del estado brasileño del Espírito Santo.

## Historia
En el local donde hoy está erguido el edificio del Palacio de la Cultura Sônia Cabral había una iglesia dedicada a Nuestra Señora de la Misericordia, el templo que había sido construido en 1606 era conocido como Iglesia de la Misericordia. Durante el gobierno de Jerônimo Monteiro la capital capixaba pasó por cambios urbanos significativas y en 1907 la iglesia fue demolida para que en el local fuera erguido un palacio que sería la sede de la Asamblea Legislativa de Espírito Santo. El proyecto del nuevo edificio estuvo a cargo del arquitecto italiano André Carloni y fue inaugurado en 1912.
Inicialmente el edificio recibió el nombre de Domingos Martins en homenaje al héroe capixaba Domingos José Martins. El año 2000 la sede de la Asamblea Legislativa fue transferida para un nuevo edificio más grande en el barrio Enseada do Suá. El día 22 de junio de 2016 el gobierno del estado entregó a la población el antiguo inmóvil como nuevo espacio cultural para la población capixaba bajo el nombre de Palacio de la Cultura Sônia Cabral en homenaje a la Sônia Cabral, pianista fundadora de la Orquesta Filarmónica de Espírito Santo, actual Orquesta Sinfónica.